# Ile-Saulet FK
Ile-Saulet FK (kazašsky Іле-Сәулет Футбол Клубы) byl kazašský fotbalový klub sídlící ve městě Otegen Batyr. Klub byl založen v roce 2008, zanikl v roce 2013.

## Úspěchy
- Birinši Ligasy ( 1x )
  - 2012

## Sezóny
| Sezóna | Liga    | Pozice | Z  | V  | R  | P | VG | OG | B  | Kazašský pohár | Evropa | Evropa |
| ------ | ------- | ------ | -- | -- | -- | - | -- | -- | -- | -------------- | ------ | ------ |
| 2008   | 2. liga | 4.     | 26 | 13 | 5  | 8 | 44 | 31 | 44 | 1/16           |        |        |
| 2009   | 2. liga | 5.     | 26 | 12 | 9  | 5 | 53 | 24 | 45 | 1/16           |        |        |
| 2010   | 2. liga | 5.     | 34 | 18 | 9  | 7 | 73 | 38 | 63 | ?              |        |        |
| 2011   | 2. liga | 3.     | 32 | 18 | 5  | 9 | 42 | 23 | 59 | 1/16           |        |        |
| 2012   | 2. liga | 1.     | 30 | 17 | 10 | 3 | 52 | 20 | 61 | 1/16           |        |        |
| 2013   | 2. liga | 6.     | 34 | 19 | 8  | 7 | 66 | 32 | 65 | 1/16           |        |        |